# Stour (Worcestershire)
Lo Stour è un fiume inglese affluente di sinistra della Severn.

## Percorso
Nasce alle prendici delle Clent Hills, nei pressi del villaggio di Romsley, nel Worcestershire. Scorre verso nord sino alla cittadina di Halesowen, dove piega verso ovest lambendo i sobborghi meridionali di Dudley e attraversando la città di Stourbridge. Una volta intersecata l'A449, lo Stour volge verso sud attraversando le città di Kidderminster e Stourport-on-Severn, dove sfocia in sinistra orografica nella Severn.